# Алтайское книжное издательство
«Алта́йское кни́жное изда́тельство» — советское государственное издательство. Основано в 1947 году в Барнауле. Ликвидировано в 1994 году.

## История
Образовано 21 июня 1946 года в соответствии с решением Алтайского краевого исполнительного комитета как «Алта́йское краево́е госуда́рственное изда́тельство». 26 декабря 1952 года в соответствии с приказом Главного управления Совета министров РСФСР по делам полиграфической промышленности, издательств и книжной торговли было переименовано в «Алтайское книжное издательство».
Находилось в подчинении Алтайского краевого управления издательств и полиграфии, с 1954 года — Управления культуры Алтайского краевого исполнительного комитета, с 1963 года — Государственного комитета Совета министров РСФСР по печати. С 1964 года имело отделение в Горно-Алтайске, основанное на базе «Горно-Алтайского книжного издательства».
Специализировалось на выпуске массово-политической, производственно-технической, сельскохозяйственной, художественной, краеведческой и учебно-педагогической литературы. В 1975—1985 годах ежегодно выпускало до 100 наименований книг и брошюр тиражом ~1,5 млн экз. В 1993 году выпускало журнал «Барнаул».
В 1994 году было ликвидировано.
| Статистика по объёмам производства. 1979–1990 годы | Статистика по объёмам производства. 1979–1990 годы | Статистика по объёмам производства. 1979–1990 годы | Статистика по объёмам производства. 1979–1990 годы | Статистика по объёмам производства. 1979–1990 годы | Статистика по объёмам производства. 1979–1990 годы | Статистика по объёмам производства. 1979–1990 годы | Статистика по объёмам производства. 1979–1990 годы |
| —                                                  | 1979                                               | 1980                                               | 1982                                               | 1983                                               | 1984                                               | 1985                                               | 1990                                               |
| -------------------------------------------------- | -------------------------------------------------- | -------------------------------------------------- | -------------------------------------------------- | -------------------------------------------------- | -------------------------------------------------- | -------------------------------------------------- | -------------------------------------------------- |
| Книг и брошюр, печатных единиц                     | 86                                                 | 85                                                 | 82                                                 | 86                                                 | 88                                                 | 80                                                 | 74                                                 |
| Тираж, млн экз.                                    | 2,4                                                | 2,2867                                             | 2,4491                                             | 2,6497                                             | 2,4635                                             | 2,1028                                             | 2,125                                              |
| Печатных листов-оттисков, млн                      | н. д.                                              | 18,3214                                            | 17,7147                                            | 19,7377                                            | 19,5977                                            | 22,1005                                            | 18,1491                                            |